# 1846 au théâtre
| Années du théâtre : 1843 - 1844 - 1845 - 1846 - 1847 - 1848 - 1849    |
| Décennies du théâtre : 1810 - 1820 - 1830 - 1840 - 1850 - 1860 - 1870 |

## Pièces de théâtre représentées
- 17 juin : création de L'Inventeur de la poudre d'Eugène Labiche  au Théâtre du Palais-Royal à Paris.
- 22 décembre : création de la tragédie Agnès de Méranie de François Ponsard à Odéon-Théâtre de l'Europe à Paris avec Marie Dorval dans le rôle titre[1].

## Naissances
- 18 mars : Céline Chaumont, comédienne (†4 février 1926)

## Décès
- 3 janvier : Eugène Hyacinthe Laffillard, auteur dramatique et chansonnier français, né le 17 juin 1779.
- 11 mai : Carlo Marenco, dramaturge italien, né le 1er mai 1800.